# Gymnema sylvestris
Gymnema sylvestris és una planta enfiladissa, llenyosa i de fulla perenne que es pot localitzar especialment als boscos monzònics i, amb menys freqüència, ha arribat a algunes zones d'Oceania i d'Amèrica. En no ser habitual del món mediterrani no té nom popular en català. En sanscrit s'anomena Gurmar, Gurmarbooti o Meshashringi. El nom popular anglès correspon a Periploca of the Woods i en alemany es diu Waldshlinge. Habita en regions tropicals i subtropicals. Creix preferentment a boscos secundaris oberts i matolls i es troba fins als 1.000-1.200 metres.
El nom popular "gurmar" prové de l'hindi. Significa "destructor de sucre" degut a la curiosa propietat de la planta de suprimir la sensació de gust dolç. Per altra banda, el mot sanscrit "meshasringi" vol dir "banya de xai".

## Distribució mundial
Es troba al continent asiàtic sobretot a l'Índia, als boscos tropicals del centre i del sud del país, als Ghats Occidentals, cadena muntanyosa a l'oest de l'Índia i en el territori de Goa. També creix al Japó, Sri Lanka, Vietnam i a les províncies xineses de Fujian, Guangxi, Hainan, Taiwan, Yunnan i Zhejiang. De forma menys habitual se'n pot trobar al sud d'Àfrica.

## Morfologia
La seva arrel és axonomorfa, presenta una rel primària persistent que dona lloc a arrels secundàries més petites i poden arribar als vuit metres de profunditat. Les seves fulles són simples, oposades, acuminades, generalment el·líptiques o ovals i pubescents. Presenten una nervació pinnada. Mesuren entre 3-5 cm d'allargada i 0,7-3 cm d'ample. Tenen un color verd-marronós, no fan olor i són de gust una mica amarg. Presenta uns pèls curts, fins i suaus al calze de la flor. Presenta una inflorescència racemosa. Les seves flors són bisexuals, petites, grogues i algunes presenten tonalitats verdoses. S'agrupen a sobre de cims umbel·liformes. El periant està format pel calze i la corol·la. Té el calze amb 5 sèpals, lòbuls llargs, ovalats i pubescents. La corol·la és de color groc pàlid, de forma acampanada amb valves i una corona única amb cinc escames carnoses i té 5 pètals. El gineceu consisteix en un únic pistil amb dos carpels, formant un ovari súper. Els estils estan fusionats però presenten 5 estigmes diferenciats. L'androceu està compost per 5 estams. El pecíol mesura entre 3-12mm. Presenta un fruit en fol·licle; són solitaris o parells, acuminats, tomentosos, gradualment acinats o prims des de la base fins a l'extrem superior. Les llavors són ovad-oblongues, blanques i es troben airejades a l'extrem.

## Farmacologia

### Usos medicinals
S'utilitza principalment per a combatre la diabetis, la hiperactivitat i la hipoglicèmia. També es considera hepatoprotectora i té interès fitoterapèutic. A més a més, es fa servir en casos d'al·lèrgies, anèmia, colesterol, indigestió i problemes gàstrics. És una planta amb moderada propietat diürètica. La presència d'antraquinones exerceix una activitat laxant moderada. És activadora de la circulació central i/o perifèrica. Per altra banda, ajuda a perdre pes donat que la reducció del gust dolç fa disminuir la gana. Totes les parts s'utilitzen per al tractament del reuma i de les hemorroides.
En el passat també era utilitzada per tractar les mossegades de serps, els refredats, mal d'estómac, retenció de líquids i malalties hepàtiques.

### Accions farmacològiques/propietats
L'àcid gymnèmic és utilitzat com a agent antidiabètic donat que produeix un augment de cèl·lules beta pancreàtiques que fa augmentar els nivells d'insulina. És un agent antihiperglucèmic que fa disminuir els nivells anormals de sucre a la sang. La G. Sylvestris impedeix l'absorció dels sucres en processos digestius, ja que l'àcid gimnèmic pot bloquejar els receptors de glucosa. Els efectes de l'àcid són molt ràpids i exerceixen la seva acció inhibidora a nivell de membrana plasmàtica modificant-ne l'estructura lipoproteica. L'acceptor que normalment pot absorbir sucre a l'intestí prim no ho pot fer quan és ocupat per aquest àcid. L'efecte bloquejador dels receptors de la glucosa es deu possiblement al grup acil de l'àcid, el qual sembla que influeix en el sistema enzimàtic cel·lular, sobretot als mitocondris. L'efecte supressor dura una hora aproximadament. Com a resultat, la consistència de sucre en sang disminueix.
De la mateixa manera, la gymnema també pot actuar sobre les papil·les gustatives a la llengua. La llengua no nota el gust dolç del caramel al mastegar-lo alhora amb fulles de Gymnema. Té l'estranya propietat d'anul·lar el gust dolç, cosa que s'atribueix a la presència d'àcid gimnèmic. Aquesta supressió no es produeix només amb el sucre, sinó també amb el glicerol i els edulcorants.
El sucre en la sang és controlat per la insulina, produïda per les cèl·lules beta-pancreàtiques. Normalment, en els adults diabètics aquestes cèl·lules s'han fet malbé i el paper de la Gymnema és ajudar a regenerar-les. Per això, l'equilibri de sucre en sang i àcid gimnèmic són eficaços per als diabètics, tant dependents com adults.
A part de la seva propietat hipoglucèmica, també és astringent, estomacal i tònica.

### Toxicitat
Si s'utilitza en les quantitats indicades, és a dir, sense superar els 400 mg al dia, sol ser segura, ben tolerada i no produeix efectes secundaris. Durant l'embaràs i el període de lactància no s'ha determinat si es poden produir o no efectes secundaris.
Tot i així, es recomana consultar un facultatiu mèdic abans d'administrar extracte de gymnema a nens i ancians diabètics.
Contraindicada en el cas d'utilitzar-la conjuntament amb drogues hipoglucèmiques orals, s'ha d'anar alerta a l'hora de prendre gimnema juntament amb glipizide, glyburide i insulina.

## Altres usos
Té un extracte alcòholic a les fulles seques que mostra activitat antibacteriana contra Bacillus pumilis, B. subtilis, Pseudomonas aeruginosa i Staphylococcus aureus.

## Història
És molt coneguda a la medicina popular hindú per les seves múltiples aplicacions mèdiques: l'utilitza per a tractar problemes estomacals, estrenyiment, dispèpsia, edemes, oliguiria, oftalmitis, angines, retenció d'orina, o com a estimulant i energitzant. També és un tractament clàssic pel mal de coll i dels dolors oculars.
Les seves propietats hipoglucemiants ja eren conegudes des del segle vi aC, quan se l'emprava en el que aleshores es denominava orina de mel. La seva acció principal i habitual antidiabètica no va ser coneguda fins a mitjans del segle xix. Va ser descrita originàriament pel botànic suec Arders Johan Retzius amb la denominació Periploca sylvestris Retz'.